# 比齐·马登
伊丽莎白·“比齐”·马登（英語：Elizabeth "Beezie" Madden，1963年11月20日—），美国女子马术运动员。她曾代表美国参加2004年、2008年、2012年和2016年夏季奥林匹克运动会马术比赛，获得二枚金牌、一枚银牌和一枚铜牌。